# Drake (rapper)
Drake, pseudonimo di Aubrey Drake Graham (Toronto, 24 ottobre 1986), è un rapper, cantautore e produttore discografico canadese con cittadinanza statunitense, annoverato come l'uomo di maggior successo commerciale del XXI secolo negli Stati Uniti d'America secondo Billboard.
Ha acquisito notorietà nei primi anni 2000 per avere interpretato il ruolo di Jimmy Brooks nella serie televisiva Degrassi: The Next Generation, mentre nel 2006 decise di intraprendere la carriera da rapper e cantante, pubblicando il suo primo mixtape, Room for Improvement, seguito da altri due progetti, Comeback Season e So Far Gone, che lo aiutarono a farsi notare nella scena hip hop, tanto da riuscire, nel 2009, a firmare un contratto discografico con l'etichetta Young Money fondata dal rapper Lil Wayne.
Drake detiene svariati record delle classifiche Billboard: è detentore del record per il maggior numero di canzoni di un artista solista comparse in classifica (154), il maggior numero di canzoni presenti contemporaneamente in una settimana nella Billboard Hot 100, il maggior tempo di presenza nella classifica con almeno una canzone (431 settimane) e il maggior numero di canzoni debuttate nella Hot 100 in una settimana (21). È uno dei rapper di maggior successo di sempre, avendo accumulato oltre 650 milioni di copie certificate a livello mondiale, e l'artista più ascoltato di sempre su Spotify. Nel 2021 è stato premiato da Billboard come artista del decennio 2010-2020. È inoltre proprietario di un'etichetta discografica, OVO Sound, fondata nel 2012.

## Biografia

### Primi anni
Aubrey Drake Graham è nato a Toronto nell'ottobre del 1986, da padre afroamericano nato negli Stati Uniti, a Memphis, e madre canadese di religione ebraica. Il padre è musicista come pure diversi famigliari della madre sono artisti. È il nipote del bassista Larry Graham.
Graham ha frequentato il Forest Hill Collegiate Institute e ha iniziato a recitare mentre frequentava le scuole superiori dopo essere stato segnalato a un agente. Graham ha così interpretato il ruolo di Jimmy Brooks, uno studente ferito in una sparatoria a scuola, portandolo ad assumere il primo ruolo con disabilità fisiche nella serie Degrassi: The Next Generation a partire dal 2001. Ha poi partecipato al film Charlie Bartlett, assieme a Anton Yelchin e Robert Downey Jr., uscito il 1º febbraio 2008.

### I primi mixtape (2006-2009)

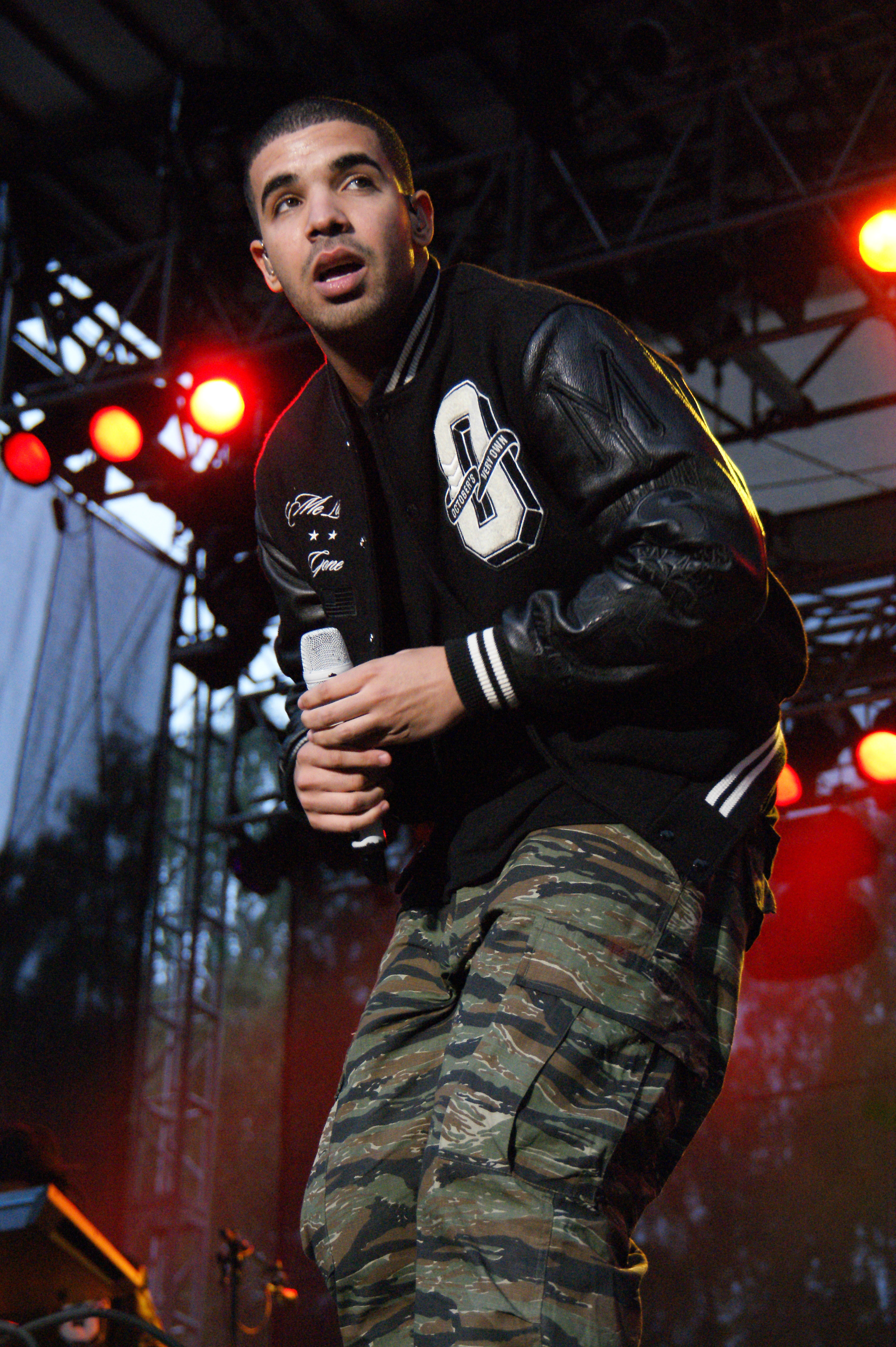
Drake al Bumbershoot nel 2010

Come cantante Drake ha pubblicato, nel febbraio del 2006, il suo primo mixtape indipendente, Room for Improvement, sotto il suo pseudonimo Drake. Le tracce vennero prodotte da Frank Dukes e 40, storici produttori di Graham. Di questo progetto vennero vendute oltre seimila copie. Inoltre Graham fondò in questo periodo la sua etichetta indipendente chiamata All Things Fresh, poi rinominata October's Very Own. Essa è stata però fondata ufficialmente solo nel 2012.
Nel 2007 pubblicò il suo secondo mixtape auto-prodotto, Comeback Season, girando il video del suo singolo di debutto Replacement Girl
assieme al cantante R&B Trey Songz, collaborando a sua volta con un cameo al video del singolo di Trey Songz, Wonder Woman; nessuno dei due precedenti lavori ebbe però successo quanto il suo ultimo mixtape indipendente, So Far Gone, che include il mentore di Drake, Lil Wayne, e alcuni membri della Young Money. Nello stesso anno pubblicò il singolo Best I Ever Had, con il quale riscosse un ottimo successo anche a livello mondiale. Questo ha spinto a ripubblicare il mixtape come EP, con quattro canzoni dell'originale e l'aggiunta dei brani I'm Goin' In e Fear. Il disco ha debuttato al sesto posto della Billboard 200 e ha vinto il premio Rap Recording of the Year ai Juno Awards 2010.
Lavorando ai suoi mixtape Drake collaborò anche con Robin Thicke e Little Brother. Drake in quel periodo, inoltre, scrisse canzoni per Jazz Cartier, Bishop Brigante, Keshia Chante e Dr. Dre. Nel 2009 ha collaborato a varie canzoni degli altri membri della Young Money (Lil Wayne, Birdman, Nicki Minaj & co.) fra le quali Money to Blow e Bed Rock. A causa del successo del mixtape, Drake è stato oggetto di una guerra di offerte da parte di varie etichette, spesso definita "una delle più grandi guerre di offerte di sempre". Il 29 giugno 2009 si è assicurato un contratto discografico con la Young Money Entertainment. Nel luglio 2009 Drake si unisce al resto del roster dell'etichetta per l'America's Most Wanted Tour. Tuttavia, durante l'esecuzione di Best I Ever Had a Camden, nel New Jersey, Drake è caduto sul palco e si è lacerato il legamento crociato anteriore del ginocchio destro.

### Thank Me Later(2010)
Drake progettò di pubblicare il suo primo album già nel 2008, ma la data di pubblicazione venne spostata prima al 1º marzo 2010, poi al 25 maggio 2010 e infine, su decisione di Young Money e Universal Motown, al 15 giugno 2010. Nella prima settimana Thank Me Later vendette 447 000 copie e debuttò al primo posto nella Billboard 200. L'album contiene collaborazioni con importanti rapper come Jay-Z e Lil Wayne.
Il 9 marzo 2010 uscì il primo singolo, Over, che fu ben criticato e raggiunse il 14º posto nella Billiboard Hot 100. Find Your Love uscì come secondo singolo ufficiale il 9 maggio 2010 e divenne il brano dell'album di maggior successo, debuttando al quinto posto della Billboard Hot 100 e ricevendo la certificazione triplo platino dalla RIAA. Il video musicale del singolo è stato girato a Kingston, in Giamaica, ed è stato criticato dal ministro del turismo giamaicano Edmund Bartlett.
Nel 2010 ha, inoltre, partecipato con il supergruppo Young Artists For Haiti alla realizzazione della cover di Wavin' Flag del canadese K'naan, per raccogliere fondi da devolvere alla popolazione di Haiti colpita dal terremoto. Nello stesso anno ha collaborato con la cantante Rihanna per il suo singolo What's My Name? e con il rapper Rick Ross e Chrisette Michele per il singolo Aston Martin Music.

### Take Care(2011-2012)

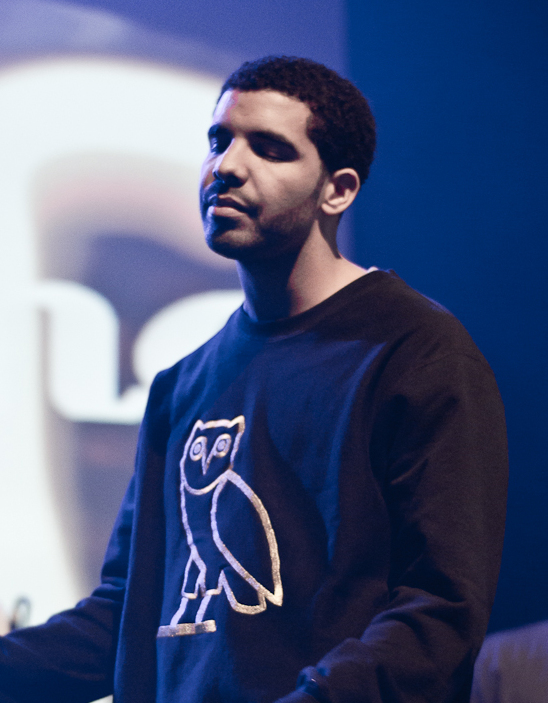
Drake in esibizione al Sound Academy, Toronto, nel 2011

Nel gennaio 2011, Drake era in trattative per entrare a far parte del cast di Arbitrage di Nicholas Jarecki insieme a Eva Green e Susan Sarandon, ma alla fine ha deciso di non partecipare al film per concentrarsi sull'album. Dreams Money Can Buy e Marvins Room sono stati pubblicati su October's Very Own Blog di Drake, rispettivamente il 20 maggio e il 9 giugno. Il 21 ottobre 2011 pubblica su YouTube il video di Headlines, singolo che anticipa l'uscita dell'album. Il 15 novembre 2011 è stato pubblicato il suo secondo album intitolato Take Care, che vede la collaborazione, tra gli altri, di Stevie Wonder, Kendrick Lamar, The Weeknd, Nicki Minaj, Lil Wayne e Rihanna.
Tra il 2011 e il 2012 vengono pubblicati i video dei singoli The Motto e HYFR (Hell Ya Fucking Right), in collaborazione con Lil Wayne, e di Take Care, in collaborazione con Rihanna. Nello stesso periodo ha poi duettato con la cantante R&B statunitense Mary J. Blige in Mr. Wrong, secondo singolo estratto dal suo album My Life II... The Journey Continues (Act 1). Take Care venne ben recepito dalla critica, e fu così apprezzato da vincere ai Grammy Awards 2013 il premio per il miglior album rap. Nel 2016 l'album è stato certificato quattro volte disco di platino dalla RIAA. Il 5 agosto 2012 Drake ha pubblicato Enough Said, interpretato da lui e da Aaliyah. Originariamente registrato prima della morte di Aaliyah nel 2001, Drake ha poi rifinito il brano con il produttore 40. Per promuovere il suo secondo album, Drake ha intrapreso il Club Paradise Tour in tutto il mondo. È diventato il tour hip-hop di maggior successo del 2012, con un incasso di oltre 42 milioni di dollari. In seguito è tornato a recitare, divenendo doppiatore ne L'era glaciale 4 - Continenti alla deriva nel ruolo di Ethan.

### Nothing Was The Same(2013-2014)
Durante la tappa europea del Club Paradise Tour, Drake ha iniziato a lavorare al suo terzo album in studio, che, a suo dire, avrebbe mantenuto 40 come produttore esecutivo dell'album, avrebbe incluso l'influenza del produttore britannico Jamie xx e si sarebbe differenziato stilisticamente da Take Care, allontanandosi dalla produzione ambient e dai testi sconfortanti precedentemente diffusi. Il 24 settembre 2013 Drake pubblica il suo terzo album in studio intitolato Nothing Was the Same, nominato ai Grammy Awards come migliore album rap. Ha debuttato alla posizione numero uno in Canada, Danimarca, Australia, Regno Unito e anche in cima alla Billboard 200 statunitense, con 658 000 copie vendute nella sua prima settimana di uscita. Anticipato dai singoli Started from the Bottom e Hold On, We're Going Home, il disco vede i featuring, tra gli altri, di 2 Chainz, Big Sean, Jay Z e Jhené Aiko. Il 28 dicembre 2013 collabora con Soulja Boy sulla traccia We Made It.
L'album, che ha venduto oltre 1.720.000 copie negli Stati Uniti, è stato ulteriormente promosso dal Would You like a Tour? tra la fine del 2013 e l'inizio del 2014. È diventato il 22° tour di maggior successo dell'anno, con un incasso stimato di 46 milioni di dollari. Drake è poi tornato a recitare nel gennaio 2014, presentando il Saturday Night Live e facendo da ospite musicale. La sua versatilità, la sua capacità di recitare e i suoi tempi comici sono stati elogiati dalla critica, che li ha descritti come ciò che "lo ha tenuto a galla durante le difficili e torbide acque del SNL".

### If You're Reading This It's Too Latee la collaborazione con Future (2015)
Nel novembre del 2014, in un'intervista, il giocatore di basket dei Toronto Raptors DeMar DeRozan ha affermato che Drake avesse intenzione di pubblicare un mixtape nel gennaio 2015. Nel febbraio 2015 esce un videoclip intitolato Jungle in cui sono presenti due snippet che anticipano due canzoni inedite, Know Yourself e Jungle, che saranno presenti nel mixtape.
Il 13 febbraio 2015 a sorpresa pubblica If You're Reading This It's Too Late e tutte le canzoni presenti nel mixtape appaiono nella Hot 100 di Billboard. Il progetto, fortemente influenzato dalle sonorità trap e caratterizzato da uno stile meno pop rispetto ai lavori precedenti, ma generalmente ricevette recensioni negative con un calo di vendite rispetto ai precedenti lavori.
Il 20 settembre 2015 pubblica il mixtape What a Time to Be Alive in collaborazione con il rapper Future. What a Time to Be Alive ha debuttato al numero uno sulla Billboard 200.

### ViewseMore Life(2016-2017)
Nel gennaio del 2016 viene pubblicato il singolo Work, in cui Drake collabora con Rihanna per anticipare Anti, l'ottavo album in studio della cantante barbadiana. Nello stesso mese Drake ha annunciato che il suo quarto album in studio sarebbe uscito in primavera, pubblicando nel frattempo il singolo promozionale Summer Sixteen.
Il 29 aprile 2016 Drake pubblica il suo quarto album in studio, Views, che ospita due canzoni di largo successo, che gli permettono il successo oltreoceano; Hotline Bling (premiata ai Grammy Awards come miglior canzone rap) e One Dance. Il titolo dell'album era stato annunciato dal rapper nel luglio del 2014, con il nome di Views From The 6, in onore della sua città natale Toronto, ma è stato successivamente abbreviato in Views. L'album è diventato il maggior successo commerciale di Drake, essendo rimasto in cima alla Billboard 200 per dieci settimane consecutive, e avendo occupato contemporaneamente la prima posizione sia nella Billboard Hot 100 che nella Billboard 200 per ben otto settimane. Ha inoltre ottenuto il doppio disco di platino negli Stati Uniti.
Il 23 luglio Drake ha annunciato di essere già al lavoro per un nuovo lavoro, previsto per l'inizio del 2017. A ottobre del 2016 pubblica tre singoli inediti, Two Birds, One Stone, Sneakin' e Fake Love, che hanno anticipato l'uscita del suo nuovo progetto discografico ufficiale, More Life, definito dall'artista stesso come una "playlist". È stato pubblicato il 18 marzo 2017 e il 28 marzo è uscito il singolo Passionfruit.
Il 23 giugno 2017 pubblica il singolo inedito Signs in collaborazione con Louis Vuitton per promuovere la collezione primavera/estate 2018 del brand francese; lo stesso giorno esce il singolo inedito No Complaints del giovane produttore Metro Boomin, che vede la partecipazione di Drake e Offset, membro dei Migos, gruppo trap statunitense. Il giorno dopo pubblica sul canale YouTube di OVO Sound il suo remix di Freak In You, un brano di PartyNextDoor.

### Scorpion(2018-2019)

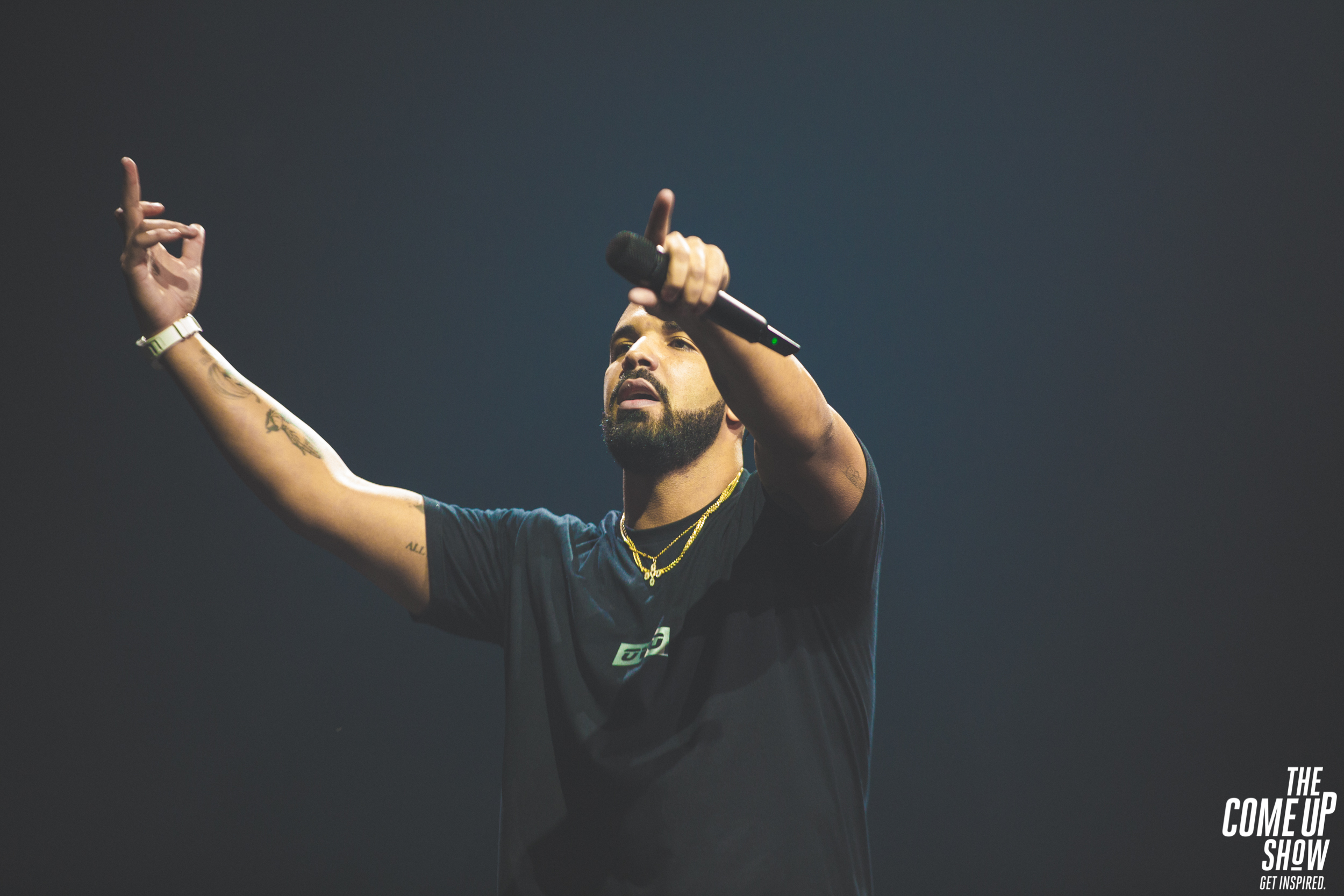
Drake a Toronto nel 2016

Il 7 agosto 2017, al termine dell'OVO Fest 2017, Drake ha annunciato di essere al lavoro per un nuovo album in studio, in uscita nel 2018; nel frattempo, alla fine del 2017, torna a collaborare con Lil Wayne per la realizzazione del brano Family Feud, remix di una canzone di Jay-Z, presente nel mixtape Dedication 6: Reloaded del rapper di New Orleans. La canzone viene pubblicata il 29 dicembre su YouTube.
Il 19 gennaio 2018 pubblica a sorpresa su tutte le piattaforne digitali un breve EP, Scary Hours, che include due brani inediti, God's Plan e Diplomatic Immunity; grazie al primo, Drake riuscì a scalare le classifiche internazionali creando grande hype al progetto. Il videoclip ufficiale di God's Plan è stato pubblicato su YouTube il 16 febbraio.
Il 5 aprile, al concerto dei Majid Jordan aToronto, annuncia di essere tornato nella città canadese per terminare il suo quinto album in studio, pubblicando, il giorno seguente, il singolo Nice for What, insieme al relativo videoclip, dove utilizza un sample di Ex Factor di Lauryn Hill. Il brano ha in seguito rimpiazzato God's Plan al primo posto nella top singoli, rendendo l'artista uno dei pochissimi artisti nella storia ad avere due singoli consecutivi al primo posto in classifica. Qualche giorno dopo, precisamente il 16 aprile, pubblica su Instagram due post che annunciano l'uscita del suo quinto album in studio, Scorpion.
Il 26 maggio pubblica il secondo singolo estratto da Scorpion, I'm Upset, che ricevette critiche aspre e negative da fans e critici. Il videoclip ufficiale del brano è stato pubblicato il 14 giugno su YouTube; lo stesso giorno, tramite un altro post su Instagram, Drake rivela la cover e la data d'uscita dell'album.
Successivamente Drake pubblicò un dissing contro Pusha T, intitolato Duppy Freestyle, e la cosa costrinse Pusha T a far uscire The Story of Adidon, dove suscitò estremo scalpore la cover che ritraeva il cantante in un vecchio spot pubblicitario parodiare con cattivo gusto la schiavitù nera americana, inoltre Pusha T rivelò che il rapper stava tenendo segreto un figlio che aveva avuto con la pornostar e artista Sophie Brussaux. La cosa colpì fortemente i media e l'immagine pubblica del cantante, che decise di non rispondere al dissing e di ammettere le sue colpe nell'album in arrivo.
Il 29 giugno pubblica il suo quinto lavoro ufficiale, Scorpion, un doppio album di 25 tracce, suddiviso in due parti: A Side e B Side. Vanta le collaborazioni di vari artisti, Jay Z e Michael Jackson tra tutti. Nell'ottobre 2018, collabora con Bad Bunny nel brano Mia, in cui Drake canta in lingua spagnola. Nella notte tra il 14 e il 15 giugno pubblica un EP di due brani, The Best In The World Pack, per celebrare la vittoria del titolo NBA da parte dei Toronto Raptors, squadra canadese supportata da Drake.
Nel 2019 torna nelle vette delle classifiche internazionali con No Guidance, singolo che mise fine alla "guerriglia" tra lui e Chris Brown, con cui ha composto e collaborato nel brano, contenuto nell'album Indigo di quest'ultimo.

### Dark Lane Demo TapeseCertified Lover Boy(2020-2021)
Il 1º maggio 2020 Drake pubblica il mixtape Dark Lane Demo Tapes. Il 14 agosto 2020, Drake pubblica il singolo Laugh Now Cry Later in collaborazione con Lil Durk per annunciare la pubblicazione dell'album Certified Lover Boy. Inizialmente, il disco doveva uscire a gennaio 2021 ma Drake si infortunò alla gamba e rinviò l'uscita dell'album. La data di uscita viene fissata al 3 settembre 2021, data trapelata durante un'interruzione su SportsCenter il 27 agosto 2021 in cui è stato mostrato un cartello con scritto "CLB SEPTEMBER 3". Il 30 agosto 2021 conferma la data di uscita tramite un post su Instagram. Con questo album, Drake ha contemporaneamente piazzato nove canzoni all'interno della top ten della Hot 100 statunitense, divenendo così il primo artista nella storia a compiere quest'impresa e sorpassando i Beatles che nel 1964 monopolizzarono l'intera top five.

### Honestly, Nevermind,Her LosseFor All The Dogs(2022-2023)
Il 16 giugno 2022 annuncia a sorpresa l'uscita del suo settimo album in studio, Honestly, Nevermind, fissata per il giorno seguente. Il progetto, di quattordici brani e con sonorità principalmente house, vede la sola partecipazione del frequente collaboratore 21 Savage nell'ultima traccia intitolata Jimmy Cooks. I due hanno precedentemente collaborato in Sneakin' e Knife Talk, quest'ultimo brano presente nel recente album Certified Lover Boy, pubblicato nell'anno precedente.
Il 22 ottobre 2022 esce il videoclip ufficiale di Jimmy Cooks, il già citato brano in collaborazione con 21 Savage estratto dall'album Honestly, Nevermind. Durante il video viene annunciato un album in collaborazione con 21 Savage intitolato Her Loss, in uscita il 28 ottobre 2022. Due giorni prima dell'uscita programmata viene comunicato tramite i canali social dei due artisti che Noah Shebib aveva contratto il COVID-19 mentre lavorava al missaggio del disco, rimandandone quindi l'uscita al 4 novembre 2022. Il 3 novembre, Drake e 21 Savage pubblicano la cover dell'album e la tracklist. L'album contiene un solo featuring, Travis Scott. Un tour nelle arene nordamericane, It's All a Blur Tour, si è svolto nel corso dell'estate 2023.
Il 7 aprile 2023 viene pubblicato il singolo solista Search & Rescue. Il 23 giugno 2023 Drake annuncia che il 14 luglio uscirà il libro Titles Ruin Everything. Dentro al libro, c'è un QR code che se lo scansioni ti manda ad una pagina che dice: "Ho realizzato un album accompagnato al libro. Dicono che gli manca il vecchio Drake. Non mi tentare. For All The Dogs". Così, Drake annuncia il nuovo album. Nel corso dell'It's All a Blur Tour, Graham annuncia che nell'album ci saranno i featuring di Nicki Minaj e Bad Bunny. Il 22 agosto Drake pubblica la cover dell'album che è stata disegnata da suo figlio Adonis. Il 7 settembre Graham annuncia che l'album uscirà il 22 settembre. Il 13 settembre, Drake ha annunciato l'uscita del secondo singolo dell'album Slime You Out con SZA per il 15 settembre. Il 16 settembre Drake ha annunciato che l'uscita dell'album è stata posticipata al 6 ottobre.

### Faida con Kendrick Lamar,100 Gigse nuovo album con PartyNextDoor (2024-)
A marzo 2024, il rapper Kendrick Lamar è apparso nel brano di Future e Metro Boomin Like That, dissando nella sua strofa Drake e J. Cole. Pochi giorni dopo J. Cole ha risposto con il brano 7 Minute Drill, decidendo tuttavia pochi giorni dopo di scusarsi pubblicamente ed eliminare il brano. Il 19 aprile Drake ha pubblicato la sua risposta Push Ups, indirizzata non solo a Lamar ma anche a Future, Metro Boomin e Rick Ross, ex collaboratori del canadese che lo avevano dissato dopo lo scoppio della faida; poche ore dopo Drake ha anche pubblicato sui suoi profili social Taylor Made Freestyle, una traccia indirizzata solo a Kendrick Lamar e contenente delle strofe cantante attraverso l'intelligenza artificiale dalle voci di Tupac Shakur e Snoop Dogg, che è stata rimossa qualche settimana dopo per volere dei detentori dell'eredità di Tupac. La risposta di Lamar, Euphoria, è arrivata il 30 aprile ed è stata seguita tre giorni dopo da 6:16 in LA, pubblicata da quest'ultimo solo sui social. Poche ore dopo, Drake ha risposto con Family Matters, brano nel quale accusava Lamar di violenza domestica nei confronti della compagna Whitney Alford, oltre ad affermare che uno dei due figli della coppia fosse in realtà nato da una relazione fra Alford e il collaboratore di Lamar Dave Free e rispondeva ai dissing rivoltigli da ASAP Rocky e The Weeknd; mezz'ora dopo, Lamar ha pubblicato Meet the Grahams, accusando Drake di pedofilia, affermando che avesse diversi aggressori sessuali nella OVO e altro. Il giorno dopo Lamar ha pubblicato un altro brano, Not like Us, muovendo nuovamente accuse di pedofilia contro Drake. Il brano, considerato da molti come il "giro della vittoria" di Lamar, è diventato un successo mondiale, raggiungendo la vetta di classifiche in diversi Paesi. La risposta di Drake, The Heart Part 6, pubblicata solo su YouTube, ha ricevuto reazioni negative sia dalla critica che dal pubblico.
Il 2 agosto Drake si è esibito come ospite a un concerto a Toronto di PartyNextDoor, esibendosi solo in brani R&B e annunciando successivamente che i due avrebbero pubblicato durante l'autunno un album collaborativo. Il 7 agosto ha pubblicato sul web oltre cento giga di materiale mai visto, tra cui foto e video ma anche tre brani: It's Up, con Young Thug e 21 Savage, Blue Green Red (successivamente rimosso a causa di problemi con i campionamenti) e Housekeeping Knows, con Latto, le quali sono state pubblicate sulle piattaforme streaming il 31 agosto nell'EP di tre tracce 100 Gigs. Il 24 agosto ha pubblicato altro materiale sul sito con altri tre nuovi brani: No Face, con Playboi Carti, SOD, precedentemente trapelata in rete con una strofa di Lil Yachty (poi rimossa), e Circadian Rhythm; quest'ultima è stata poi resa disponibile sulle piattaforme streaming come No Face (senza tuttavia la strofa di Playboi Carti).
Il 3 gennaio 2025, il produttore Conductor Williams ha pubblicato su YouTube il freestyle di Drake Fighting Irish, ma è stato rapidamente rimosso. Il brano è stato interpretato come contenente riferimenti a LeBron James, con il titolo che potrebbe essere un riferimento alla mascotte del liceo di James. Il 3 febbraio 2025 Drake annuncia Some Sexy Songs 4 U, un album in collaborazione con PartyNextDoor poi pubblicato il 14 febbraio 2025. Some Sexy Songs 4 U ha poi debuttato al primo posto della Billboard 200, soppiantando GNX di Kendrick Lamar e pareggiando il record di Billboard con Jay-Z e Taylor Swift per il maggior numero di album al primo posto di un artista solista. Il 16 febbraio 2025 è stato annunciato che Drake sarebbe stato il primo artista della storia a fare da headliner per tutti e tre i giorni del Wireless Festival 2025. Drake è diventato l'artista più veloce a registrare il tutto esaurito nella storia del festival, vendendo tutti i biglietti in pochi minuti. Subito dopo il festival, inizierà il tour Some Special Shows 4 U in Europa (compreso il Regno Unito). È stato annunciato come ospite ufficiale durante le partite della Coppa del Mondo FIFA 2026 e come interprete musicale. Il 5 luglio 2025 Drake ha pubblicato il singolo What Did I Miss?, presentato in anteprima la sera prima attraverso il suo cortometraggio Iceman: Episode 1. Il 25 dello stesso mese, in concomitanza con l'uscita di Iceman: Episode 2, viene pubblicato il singolo Which One, in collaborazione con il rapper britannico Central Cee.

## Stile e influenze musicali
Drake ha citato diversi artisti hip hop che hanno influenzato il suo stile e il suo modo di rappare, tra cui Kanye West, Jay Z e Lil Wayne; al contempo, ha confermato di essere stato influenzato da vari artisti R&B, tra cui Aaliyah, e Chris Brown. Drake ha inoltre anche accreditato ad alcuni artisti dancehall il merito per avere influenzato il suo più recente stile "caraibico", tra cui Vybz Kartel, definendolo poi come una delle sue più grandi ispirazioni.
Drake è noto per la sua capacità tecnica e per le liriche egoiste, dove dimostra molto interesse nel trattare tematiche romantiche e malinconiche, in cui parla frequentemente del suo rapporto con le donne. È inoltre riconosciuto per la sua versatilità e le sue capacità vocali, che gli permettono non solo di rappare su basi hip-hop ma anche di cantare su una base più melodica, con sonorità pop, il tutto sempre accompagnato da una grande tecnica lirica. Alcune sue canzoni includono delle variazioni di pronuncia, per via delle influenze ricevute dalla sua multietnica città d'origine, Toronto, e delle connessioni con i paesi caraibici, constatabili in frasi come "ting", "touching road", "talkin’ boasy" and "gwanin’ wassy". Vi sono anche influenze da parte della cultura medio-orientale; ha usato, infatti, per alcune sue canzoni, termini tipici della religione araba come "mashallah" e "wallahi", chiaro riferimento alla popolazione somala di Toronto.
È conosciuto anche con gli pseudonimi di Champagne Papi, Drizzy e 6 God.

## Controversie

### Accuse di utilizzo di ghostwriter
Più volte il rapper è stato protagonista di scandali riguardanti i testi delle sue canzoni. In particolare, numerosi artisti hanno rivendicato la paternità dei testi dei maggiori successi del rapper. Drake ha commentato tali accuse affermando che la maggioranza di esse era solamente "frutto di collaborazioni nascoste al grande pubblico".
The Weeknd ammise di avere venduto metà del suo album a Drake per il suo album Take Care, a causa di una sua difficoltà economica del tempo. Il cantante Iamsu! ha affermato di avere scritto varie canzoni dell'album Nothing Was the Same, tra cui il singolo Worst Behavior.
Kanye West ha ufficialmente dichiarato, con la conferma successiva di Drake, di avere scritto e prodotto interamente e segretamente il brano che gli diede un forte immaginario in patria, Find Your Love, scritto come scarto dall'album di West divenuto classico, 808s & Heartbreak.
Il produttore Supa Dups ha confermato nel 2018 di avere completamente lavorato ai singoli Too Good, Controlla e Signs, vendendo i diritti d'autore dei tre brani a Drake in cambio di cinque milioni di dollari, confermando il buon rapporto presente tra di loro. Kendrick Lamar ha affermato nel suo diss Not like us che Drake fosse un pedofilo e che aveva sentimenti per l’allora minorenne Millie Bobby Brown

### Faide
Durante la propria carriera, Drake è stato coinvolto in faide con Kanye West, Meek Mill, Tyga, Jay-Z, Ludacris, Chris Brown, Pusha T, Sean Combs, Common, Joe Budden, XXXTentacion e Kendrick Lamar.

## Discografia

### Album in studio
- 2010 – Thank Me Later
- 2011 – Take Care
- 2013 – Nothing Was the Same
- 2016 – Views
- 2018 – Scorpion
- 2021 – Certified Lover Boy
- 2022 – Honestly, Nevermind
- 2022 – Her Loss (con 21 Savage)
- 2023 – For All the Dogs
- 2025 – Some Sexy Songs 4 U (con PartyNextDoor)

### Raccolte
- 2019 – Care Package

## Filmografia

### Attore
- Blue Murder – serie TV, episodio 2x12 (2001)
- Degrassi: The Next Generation – serie TV, 145 episodi (2001-2007)
- Soul Food (Soul Food: The Series) – serie TV, episodio 2x15 (2002)
- Charlie Bartlett, regia di Jon Poll (2007)
- The Border – serie TV, episodio 2x01 (2008)
- Being Erica – serie TV, episodio 1x02 (2009)
- Beyond the Break - Vite sull'onda (Beyond the Break) – serie TV, episodio 3x08 (2009)
- When I Was 17 – programma TV, episodio 1x03 (2010)
- Saturday Night Live – programma TV, tre episodi (2011; 2014; 2016)
- Anchorman 2 - Fotti la notizia (Anchorman 2: The Legend Continues), regia di Adam McKay (2013)
- La guerra dei sessi - Think Like a Man Too (Think Like a Man Too), regia di Tim Story (2014)

### Doppiatore
- L'era glaciale 4 - Continenti alla deriva (Ice Age: Continental Drift), regia di Steve Martino e Mike Thurmeier (2012)

### Produttore
- Euphoria – serie TV (2019-in corso)
- Top Boy – serie TV (2019-2023)

## Doppiatori italiani
Nelle versioni in italiano dei suoi film Drake è stato doppiato da:
- Angelo Evangelista in Degrassi: The Next Generation

Da doppiatore è sostituito da:
- Andrea Mete in L'era glaciale 4 - Continenti alla deriva

## Tournée
- 2009 – America's Most Wanted Tour (con Young Money)
- 2010 – Away from Home Tour
- 2012 – Club Paradise Tour
- 2013/14 – Would You Like a Tour?
- 2014 – Drake vs. Lil Wayne (con Lil Wayne)
- 2016 – Summer Sixteen Tour (con Future)
- 2017 – Boy Meets World Tour
- 2018 – Aubrey & the Three Migos Tour (con i Migos)
- 2019 – Assassination Vacation Tour
- 2023/24 – It's All a Blur Tour (con 21 Savage)
- 2025 – The Anita Max Win Tour
- 2025  – $ome $pecial $hows (con PARTYNEXTDOOR)